# Dzsaváharlál Nehru
Dzsaváharlál Nehru (hindiül जवाहरलाल नेहरू), a perzsa Javâher-e La'al-ból, amelynek jelentése Vörös Ékszer), (Alláhábád, 1889. november 14. – Újdelhi, 1964. május 27.) a független India első miniszterelnöke, az indiai függetlenségi mozgalom, az Indiai Nemzeti Kongresszus vezetője. A 20. századi indiai történelem politikai értelemben legbefolyásosabb családja, a Nehru–Gandhi család tagja. Gyakran emlegették a Panditzsi („Tudós”) becenéven, mert író és amatőr történész volt. Az el nem kötelezett országok csoportjának alapítójaként fontos szerepet játszott a világpolitikában is a második világháborút követő évtizedekben.
Családnevének ejtése "nehru". A "néru" ejtés téves.

## Származása és tanulmányai
Apja, Motilal Nehru elismert ügyvéd, szintén az Indiai Nemzeti Kongresszus vezetője és India egyik tekintélyes családjának tagja volt, aki nagy hangsúlyt fektetett rá, hogy három gyermeke kiemelkedő nevelést kapjon. Idősebb lánya, Vidzsaja Laksmi Pandit később az ENSZ Közgyűlés első női elnöke, fia, Dzsaváharlál India miniszterelnöke, kisebbik lánya, Krishna pedig írónő lett.
Dzsaváharlál 16 éves korától Angliában, egyebek mellett a cambridge-i Trinity College-ban tanult. Természettudományos, később pedig jogi végzettséget szerzett, majd ügyvédként dolgozott Londonban. 1912-ben tért haza Indiába.

## Politikai pályafutása az indiai függetlenségig
Hazatérve folytatta ügyvédi tevékenységét és bekapcsolódott az apja által vezetett párt, az Indiai Nemzeti Kongresszus munkájába. Apja barátja, Mahátma Gandhi egyik legközelebbi munkatársa és az erőszakmentes mozgalom híve lett. A párt balszárnyához tartozó politikusként a Brit Birodalomtól való teljes indiai függetlenség kivívását tűzte ki céljának. Ennek következtében a brit hatóságok számos alkalommal őrizetbe vették, összesen közel tíz évet töltött börtönben. 1929-ben, miután apja leköszönt a párt éléről, az Indiai Nemzeti Kongresszus vezetője lett.

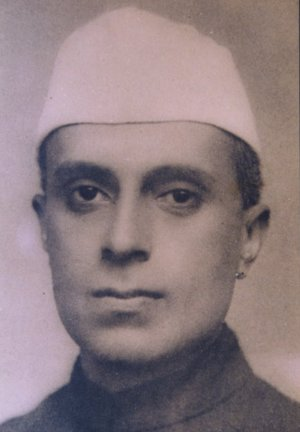
Nehru az 1920-as években

Nemzetközi kérdésekben rendre a demokratikus erők mellett állt ki. Így például a spanyol polgárháborúban harcoló köztársaság párti erők mellett foglalt állást, illetve már a második világháború előtt világossá tette, hogy a fasizálódó Európában kialakuló konfliktusban Indiának a demokratikus oldalt kell támogatnia – annak ellenére, hogy annak egyik legfontosabb tagja a hazáját megszállva tartó Nagy Britannia volt.
Az India függetlenségéről zajló tárgyalásokon az indiai delegáció vezetőjeként vett részt, majd 1947. augusztus 15-én ő emelte fel a független India zászlaját Újdelhiben.

## India vezetőjeként
A függetlenség kivívása után miniszterelnök lett, de Gandhival nem tudták megakadályozni az indiai polgárháború kirobbanását és az ország muzulmán többségű, keleti (a későbbi Banglades), illetve nyugati (Pakisztán) területeinek elszakadását.
Politikájával Nehru rendkívüli nemzetközi elismertséget vívott ki magának. 1954-ben felvetette az el nem kötelezett országok ötletét, ami a hidegháborúban szemben álló kapitalista és szocialista tömböktől távolságot tartó országokat tömörítő együttműködés lett. A szervezet 1961-ben, Belgrádban jött létre Jugoszlávia, India, Indonézia és Egyiptom részvételével, amihez később több mint száz ország csatlakozott.

## Politikai öröksége és leszármazottai
Később lánya, Indira és unokája, Radzsiv is India miniszterelnöke lett.

## Emlékezete
A születése napján ünneplik Indiában a gyermeknapot, kifejezve ezzel a volt miniszterelnök gyermekek iránti szeretetét és hitét abban, hogy a gyermekek oktatása előreviszi az ország fejlődését. Magyarországon, Budapesten a Petőfi hídtól északra 1966-1968 között alakították ki az 1987 óta az első indiai miniszterelnök nevét viselő parkot.

## Magyarul megjelent művei
- Önéletrajz; ford. Gábor Jozefa, Auer Kálmán; Szikra, Bp., 1956
- India fölfedezése; ford. Gáthy Vera, utószó Balogh András; Európa, Bp., 1981 (Emlékezések)